# Kościół ewangelicki w Kisielowie
Kościół ewangelicki w Kisielowie – kościół ewangelicko-augsburski w Kisielowie, w województwie śląskim w Polsce. Należy do parafii ewangelicko-augsburskiej w Goleszowie.

## Historia
Do czasu powstania cmentarza ewangelickiego w Kisielowie, mieszkańcy organizowali pogrzeby na cmentarzu w Godziszowie, tam też posyłano dzieci do szkoły. W 1911 r. właściciel wsi podarował teren pod założenie nekropolii w Kisielowie, działka została ogrodzona i postawiono na niej krzyż. Pierwszy pochówek miał miejsce w 1912 r.
Na cmentarzu w 1914 r. poświęcono budynek kaplicy. Nazywana była ona marownią i służyła do przechowywania zwłok oraz sprawowania nabożeństw pogrzebowych. Na jej wieży umieszczono dwa dzwony.
Po 1960 r. w kaplicy rozpoczyna się regularne prowadzenie nabożeństw. Kaplica została rozbudowana na kościół w 1986 r.